# Iridoider
Iridoider är terpenoida föreningar som återfinns i många medicinalväxter och kan vara orsaken till vissa av deras hälsoeffekter. Iridoider produceras av växter i första hand som ett försvar mot växtätare eller mot infektion av mikroorganismer och kännetecknas ofta av en avskräckande bitter smak.
Isolerade och renade iridoider uppvisar ett brett spektrum av biologiska aktiviteter, inklusive kardiovaskulära, antihepatotoxiska, galldrivande, hypoglykemiska, analgetiska, antiinflammatoriska, kramplösande, antivirala, immunmodulerande och laxerande effekter samt antitumöreffekt och antimutageniska egenskaper.

## Indelning
Iridoider kan indelas i:
- Icke-glykosid iridoider, till exempel valtrat.
- Iridoidglykosider, till exempel loganin.
- Secoiridoidglykosider, till exempel secologanin. Secoiridoider bildas från iridoider genom att cyklopentanringen öppnas.

## Växter som innehåller iridoider (urval)
- Mjölon (Arctostaphylos uva-ursi)
- Murreva (Cymbalaria muralis)
- Kardvädd (Dipsacus fullonum)
- Guldån (Galeopsis segetum)
- Pipdån (Galeopsis tetrahit)
- Snärjmåra (Galium aparine)
- Djävulsklo (Harpagophytum procumbens)
- Noni (Morinda citrifolia)
- Kattmynta (Nepeta cataria)
- Blåbär (Vaccinium myrtillus)
- Ärenpris (Veronica officinalis)
- Vänderot (Valeriana officinalis)
- Vattenklöver (Menyanthes trifoliata)
- Körsbärskornell ("Cornus mas")